# تانیا زائتا
تانیا زائِتا (انگلیسی: Tania Zaetta؛ زادهٔ ۱۷ نوامبر ۱۹۷۰) هنرپیشه اهل استرالیا است که در سینمای بالیوود به عنوان بازیگر حضور دارد.
از فیلم‌ها یا برنامه‌های تلویزیونی که وی در آن نقش داشته‌است می‌توان به سلام سلام!، بانتی و بابلی اشاره کرد.